# Maria Dolgorukaja
Maria Dolgorukaja, död i november 1573 eller 1580, var en rysk tsaritsa, gift med tsar Ivan den förskräcklige. Hennes existens är inte bekräftad. 
Maria uppges ha tillhört den adliga familjen Dolgorukov. Namnet på Marias far nämns inte i källorna, vilket är förvånande, eftersom Dolgorukovs tillhörde den högsta adeln, och ett sådant äktenskap normalt skulle ha registrerats och resulterat i att hennes släktingar fick olika gåvor och privilegier. 
Det uppges att bröllopet mellan Maria och Ivan ägde rum i november 1573. Hon ska därmed ha blivit hans femte hustru. Hon kunde inte vara hans lagliga hustru i kyrkans ögon, eftersom kyrkan endast tillät tre bröllop, och Ivan den förskräcklige hade haft svårt att få tillstånd för det fjärde. 
Äktenskapet ska ha varat endast en dag. Ivan uppges ha upptäckt att hon inte var oskuld vid bröllopsnatten, och därför gett order om att hon skulle dränkas. 
Det uppges: 
”... efter att ha gift sig med henne den 11 november 1573, fick han reda på att hon hade förlorat sin oskuld redan innan, och dagen efter beordrade han att hon skulle pressas in i en fälla, bäras på vinthundshästar och kastas i vatten."
Maria Dolgorukaja är inte bekräftad som en historisk person, och kan vara en uppdiktad person.